# Eugene Amo-Dadzie
Eugene Amo-Dadzie, né le 22 juin 1992 au Ghana, est un athlète britannique, spécialiste du sprint.

## Biographie
Comptable de profession, Eugene Amo-Dadzie ne débute l'athlétisme qu'en 2018 à l'âge de 26 ans.
Il se révèle en 2023 en se classant troisième du 60 m des championnats du Royaume-Uni en salle, derrière Reece Prescod et Jeremiah Azu. Sélectionné pour les championnats d'Europe en salle 2023 à Istanbul, sa première compétition internationale majeure, il atteint les demi-finales du 60 m.
Le 16 juin 2023, à Graz, il descend pour la première fois de sa carrière sous les dix secondes sur 100 m en établissant le temps de 9 s 93 (+ 0,1 m/s). Troisième des championnats britanniques en plein air, il participe aux championnats du monde 2023 à Budapest. Il y réalise le 10e temps des demi-finalistes du 100 m en 10 s 03 mais n'accède pas à la finale. Par ailleurs, avec ses coéquipiers britanniques, il termine au pied du podium de l'épreuve du relais 4 × 100 m.

## Palmarès
| Date | Compétition           | Lieu     | Résultat | Épreuve   | Temps   |
| ---- | --------------------- | -------- | -------- | --------- | ------- |
| 2023 | Championnats du monde | Budapest | 4e       | 4 × 100 m | 37 s 80 |

## Records
| Épreuve | Temps   | Lieu       | Date            |
| ------- | ------- | ---------- | --------------- |
| 100 m   | 9 s 93  | Graz       | 16 juin 2023    |
| 200 m   | 21 s 79 | Lee Valley | 31 juillet 2019 |